# UFC Fight Night: Barnett vs. Nelson
UFC Fight Night: Barnett vs. Nelson (também conhecido como UFC Fight Night 75) foi um evento de artes marciais mistas promovido pelo Ultimate Fighting Championship, foi realizado em 27 de setembro de 2015 na Saitama Super Arena em Saitama, Japão.

## Background
O evento é esperado para ter como luta principal o confronto entre os pesos pesados Roy Nelson e o ex-Campeão Peso Pesado do UFC Josh Barnett. O evento também acontecerá em conjunto com o novo reality show do UFC Road to UFC: Japão.
Roan Carneiro era esperado para enfrentar Gegard Mousasi no evento, no entanto, Carneiro se lesionou e foi substituído por Uriah Hall.
Kiichi Kunimoto era esperado para enfrentar Li Jingliang no evento, no entanto, uma lesão tirou Kunimoto da luta e ele foi substituído pelo veterano que retorna ao UFC, Keita Nakamura.
A luta entre Matt Hobar e Norifumi Yamamoto aconteceria nesse evento. No entanto, a luta teve que ser cancelada devido a lesões de ambos lutadores.

## Card oficial
Nota 1 Final do Road to UFC: Japan no Peso Pena.

## Bônus da Noite
- Luta da Noite: Não houve lutas premiadas.
- Performance da Noite:  Josh Barnett,  Uriah Hall,  Diego Brandão e  Keita Nakamura